# Jūrmala
Jūrmala ( výslovnost) je největší lázeňské město v Lotyšsku ležící ve Vidzeme asi 25 kilometrů na západ od hlavního města Rigy. 32 kilometrů dlouhé město se táhne podél Rižského zálivu a řeky Lielupe.
Město vzniklo spojením šestnácti obcí (od západu k východu) – Ķemeri (výsl. /těmeri/), Jaunķemeri (výsl. /jauntěmeri/, význam Nové Ķemeri), Sloka (výsl. /sluoka/), Kauguri, Vaivari, Asari, Valteri, Melluži, Pumpuri, Jaundubulti, Dubulti, Majori (výsl. /majuori/), z něm. Majorenhof), Dzintari, Bulduri, Lielupe a Priedaine. Lázeňské město bylo založeno ve druhé polovině 19. století. V době sovětské okupace byla Jūrmala jedněmi z nejpopulárnějších lázní v SSSR a v posledních letech si opět získává svou někdejší oblibu.
Město je z Rigy dostupné předměstskou železnicí vedenou podél pobřeží, na které je na jeho území zřízeno 14 stanic a zastávek. Jejich názvy se ve 13 případech shodují s názvem některé z uvedených původních obcí. Výraz Jūrmala není v železničním jízdním řádu použit. Stanice Ķemeri slouží jako východisko na Lielais Ķemeru tīrelis (Velké ķemerské vřesoviště) v Národním parku Ķemeri.

## Pamětihodnosti
- Rezidence prezidenta Lotyšska
- Vila Leonida Brežněva – dnes slouží jako muzeum
- Muzeum básníka Rainise

## Festivaly
V koncertní hale Dzintari se již desítky let konají především pěvecké festivaly.
Od roku 1986 do roku 1993 se zde konala soutěž mladých umělců vedená významným lotyšským hudebním skladatelem Raimondsem Paulsem. Po rozpadu Sovětského svazu se soutěž pořádala na Jaltě.
V letech 2002–2014 se Jūrmala proslavila díky celosvětovému hudebnímu festivalu Nová vlna, který pořádali Raimonds Pauls, Alla Pugačova a Igor Krutoj. Festival se pořádal vždy v letních měsících.

## Partnerská města
- Anadia
- Eskilstuna
- Jakobstad
- Gävle
- Cabourg
- Palanga
- Pärnu
- Kazaň
- Terracina